# كرايسلر توربين كار
كرايسلر توربين كار هي سيارة مبتكرة من صناعة كرايسلر أنتجت في عام 1963 وتوقف إنتاجها في عام 1964. تم تجميعها في مدينة ديترويت التابعة لولاية ميشيغان.